# Rõngu

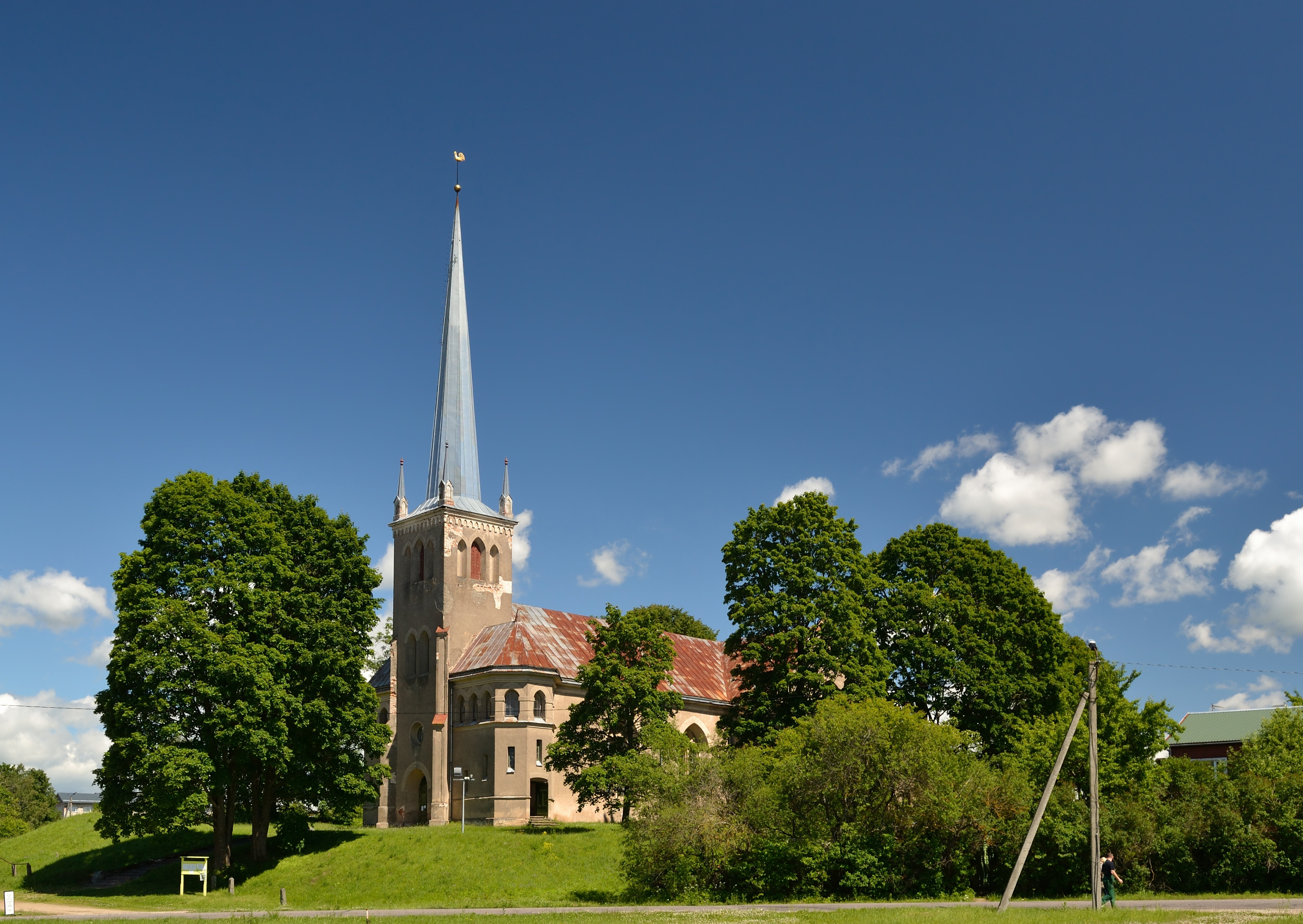
Michaeliskirche Rõngu

Rõngu (deutsch: Ringen) ist eine ehemalige Landgemeinde im estnischen Kreis Tartu mit einer Fläche von 164,1 km². Sie hatte 2898 Einwohner (1. Januar 2009). Seit 2017 gehört sie zur Landgemeinde Elva.
Rõngu liegt im Südwesten des Landkreises. Neben dem Hauptort Rõngu (806 Einwohner) gehörten zur Landgemeinde die Dörfer Käärdi, Lapetukme, Valguta, Koruste, Teedla, Kirepi, Tammiste, Lossimäe, Tilga, Raigaste, Kalme, Kõduküla, Uderna, Rannaküla, Käo und Piigandi.
Sehenswert sind die Ruine Burg Ringen und die evangelische Michaeliskirche von Rõngu. Sie wurde 1413 erbaut. Ihr heutiges Aussehen stammt von einem Umbau 1901.

## Persönlichkeiten
- Jaan Kärner (1891–1958), Schriftsteller
- Endel Ruubel (1916–1988), Radrennfahrer
- Heino Ruubel (1921–1991), Radrennfahrer